# فیرات چلیک
فیرات چلیک (ترکی استانبولی: Fırat Çelik؛ زادهٔ ۲۵ مارس ۱۹۸۱) هنرپیشه اهل ترکیه است. وی از سال ۲۰۰۸ میلادی تاکنون مشغول فعالیت بوده‌است.